# Fallskäret (vid Finnäs, Larsmo)
Fallskäret med Kassasholmen och Grästunget är en ö i Finland. Den ligger i Bottenviken och i kommunen Larsmo i den ekonomiska regionen  Jakobstadsregionen i landskapet Österbotten, i den nordvästra delen av landet. Ön ligger omkring 92 kilometer nordöst om Vasa och omkring 420 kilometer norr om Helsingfors.
Öns area är 1,71 kvadratkilometer och dess största längd är 3 kilometer i nord-sydlig riktning. I omgivningarna runt Fallskäret växer i huvudsak blandskog.
Ödelar
- Kassasholmen 63°47′27″N 22°39′48″Ö / 63.79074°N 22.66338°Ö
- Grästunget 63°47′47″N 22°39′44″Ö / 63.79628°N 22.66216°Ö

Inlandsklimat råder i trakten. Årsmedeltemperaturen i trakten är 1 °C. Den varmaste månaden är juli, då medeltemperaturen är 17 °C, och den kallaste är januari, med −14 °C.